# Ichtegem
Ichtegem és un municipi belga de la província de Flandes Occidental a la regió de Flandes.

## Seccions
| #   | Nom      | Superfície | Població |
| --- | -------- | ---------- | -------- |
| I   | Ichtegem | 22,32      | 5.751    |
| II  | Eernegem | 18,35      | 6.661    |
| III | Bekegem  | 4,66       | 1.080    |

Font: http://www.ichtegem.be, 2006

## Evolució demogràfica
- Font:NIS i ajuntament d'Ichtegem
- 1977: annexió de Bekegem i Eernegem; cessió de Wijnendale a Torhout (+21,71 km² i 5.999 habitants)

## Localització

Mapa d'Ichtegem

| - a. Koekelare - b. Moere (Gistel) - c. Westkerke (Oudenburg) - d. Roksem (Oudenburg) - e. Zerkegem (Jabbeke) - f. Aartrijke (Zedelgem) - g. Wijnendale (Torhout) - h. Torhout - i. Kortemark - j. Handzame (Edewalle, Kortemark) |